# Kuňkovití
Kuňkovití (Bombinatoridae) je čeleď žab. Obsahuje 10 druhů, které žijí v Eurasii, na Borneu a
Filipínách. Druhy této čeledi jsou vysoce toxické pro člověka.
Synonyma
- Bombinatores (Fitzinger, 1843)
- Bombinatorina (Gray, 1825)
- Bombinidae (Tatarinov, 1964)
- Bombininae (Fejérváry, 1921)

## Taxonomie
- čeleď Bombinatoridae – kuňkovití
  - rod Barbourula Taylor and Noble, 1924 – kuňka
    - druh Barbourula busuangensis Taylor and Noble, 1924 – kuňka pralesní
    - druh Barbourula kalimantanensis Iskandar, 1978 – kuňka bornejská

  - rod Bombina Oken, 1816 – kuňka
    - druh Bombina bombina (Linaneus, 1761) – kuňka obecná
    - druh Bombina fortinuptialis Tian & Wu in Liu, Hu, Tian & Wu, 1978
    - druh Bombina lichuanensis Ye and Fei, 1994
    - druh Bombina maxima (Boulenger, 1905) – kuňka velká
    - druh Bombina microdeladigitora Liu, Hu & Yang, 1960 – kuňka lichuanská
    - druh Bombina orientalis (Boulenger, 1890) – kuňka východní
    - druh Bombina pachypus (Bonaparte, 1838) – kuňka italská
    - druh Bombina variegata (Linnaeus, 1758) – kuňka žlutobřichá